# Francesca Annis
Francesca Annis (nacida el 14 de mayo de 1945) es una actriz británica, nacida en Londres, conocida por sus apariciones en cine y televisión, y más recientemente por las series de la BBC Esposas e hijas, Cranford y Fraude.

## Primeros años y educación
Annis nació en el distrito de Kensington, en Londres, Inglaterra; de padre británico, Lester William Anthony Annis (1914-2001) y madre brasileño-francesa, Mariquita Purcell (1913-2009). Tiene dos hermanos, D. Quenton y Tony P. Annis. Su familia se mudó a Inglaterra cuando tenía 7 años, donde se educó en un colegio de monjas. Se formó como bailarina de ballet y luego estudió Arte dramático en la Corona Stage Academy.

## Carrera
Annis comenzó a actuar profesionalmente en su adolescencia, e hizo su debut cinematográfico en la década de 1950. En 1962 tuvo un papel de cierta importancia en la superproducción Cleopatra (protagonizada por Elizabeth Taylor y Richard Burton) y en 1967 interpretó a Estella en una adaptación televisiva de Grandes esperanzas. También presentó programas infantiles de televisión.
Al tiempo que se convertía en un rostro cada vez más conocido en la pantalla, Annis ha disfrutado de una exitosa carrera en los escenarios, interpretando muchos papeles principales con la Royal Shakespeare Company en producciones como el musical The Comedy of Errors (1976), basado en La comedia de las equivocaciones. En 1981 interpretó a Natalia Petrovna en el Royal National Theatre, en la producción de Peter Gill A Month in the Country (Un mes en el campo) de Iván Turguénev.
Annis ganó notoriedad por su interpretación de Lady Macbeth en la polémica versión de Macbeth (1971) de Roman Polanski, quien la hizo recitar desnuda el famoso monólogo de Lady Macbeth sonámbula.
Siguió siendo protagonista de producciones televisivas en las décadas de 1970, 1980 y 1990, apareciendo en series como Edward the Seventh en el papel de la actriz Lillie Langtry, un papel que también protagonizó en la serie Lillie; también en Madame Bovary y Parnell and the Englishwoman, en la que interpretó a Katharine O'Shea, así como la miniserie Reckless (1998) y su secuela de 2000. Entre las películas en que ha participado están Krull (1983) y Dune (1984). Protagonizó como «Tuppence», con James Warwick como «Tommy», la serie Matrimonio de sabuesos (Agatha Christie's Partners in Crime, 1983).
En 1986 protagonizó, junto a Bruno Ganz y Ángela Molina, la película El río de oro, del director español Jaime Chávarri.
También apareció en Onassis: el hombre más rico del mundo (Onassis: The Richest Man in the World, 1988), en la que interpretaba a Jacqueline Kennedy Onassis.
En septiembre de 2005 Annis protagonizó, en el Comedy Theatre, Epitaph for George Dillon de John Osborne, junto a Joseph Fiennes.
Annis volvió a los escenarios del Royal National Theatre en abril de 2009 como Mrs. Conway, en el revival de Rupert Goold de Time and the Conways (1937), de J.B. Priestley.
En el otoño de 2007 Annis coprotagonizó junto a Michael Gambon y Judi Dench la serie de época de la BBC1 Cranford, como «Lady Ludlow», una aristócrata que se oponía a la educación de las clases más bajas.

## Vida personal
Annis tiene tres hijos fruto de una larga relación con Patrick Wiseman, que comenzó en 1976. A partir de 1994, Annis inició una relación con el actor Ralph Fiennes, quien dejó por ella a su más joven esposa Alex Kingston. Se conocieron mientras ambos trabajaban en Hamlet, en la que Annis interpretaba a Gertrudis y Fiennes a Hamlet, su hijo. El 7 de febrero de 2006, Fiennes y Annis anunciaron su separación tras 11 años juntos.

## Premios y nominaciones
- Premios BAFTA

| Año  | Categoría                  | Película/Serie              | Resultado |
| ---- | -------------------------- | --------------------------- | --------- |
| 1974 | Mejor actriz de televisión | A Pin to See the Peepshow   | Nominada  |
| 1976 | Mejor actriz de televisión | Madame Bovary               | Nominada  |
| 1979 | Mejor actriz de televisión | Lillie The Comedy of Errors | Ganadora  |
| 1998 | Mejor actriz de televisión | Reckless                    | Nominada  |
| 1999 | Mejor actriz de televisión | Reckless: The Movie         | Nominada  |
| 2000 | Mejor actriz de televisión | Esposas e hijas             | Nominada  |

## Filmografía seleccionada
- Cleopatra (1963)
- Murder Most Foul (1964)
- Crooks in Cloisters (1964)
- The Pleasure Girls (1965)
- Macbeth (1971)
- Krull (1983)
- Compañeros en el crimen (1983)
- Dune (1984)
- Under the Cherry Moon (1986)
- Reckless  (1998)
- The Debt Collector (1999)
- Esposas e hijas (1999)
- Fraude (2000)
- Copenhagen (2002)
- Revolver (2005)
- The Libertine (2005)
- Cranford (2007)
- King of Thieves (2018)